# Viennotaleyrodes nilagiriensis
Viennotaleyrodes nilagiriensis là một loài côn trùng cánh nửa trong họ Aleyrodidae, phân họ Aleyrodinae.
Viennotaleyrodes nilagiriensis được David, Krishnan & Thenmozhi miêu tả khoa học đầu tiên năm 1994.